# San Rafael (Escazú)
San Rafael è un distretto della Costa Rica facente parte del Cantone di Escazú, nella provincia di San José.